# Ya Ding
Ya Ding (xinès, 亚丁, 1959) és un traductor i escriptor xinès en francès. És originari d'un petit llogaret del nord de la Xina i després dels seus estudis secundaris, començà a treballar la terra dins del marc del Moviment d'enviament dels zhiqing al camp. Després de la Revolució cultural, creà la primera revista estudiantil en la Universitat de Pequín i començà a traduir a autors francesos.

## Premis
- Prix Cazes, 1988, Le Sorgho rouge.
- Prix de l'Asie, 1988 pour Le Sorgho rouge
- Prix de la Découverte du Pen Club français, 1988
- Prix de l'Été, 1989, Les Héritiers des sept royaumes.

## Publicacions
- 1987 Le Sorgho rouge (novel·la) roman, amb traducció al català de Ramon Torrents (1988)
- 1988 Les Héritiers des sept royaumes (novel·la)
- 1990 Le Jeu de l'eau et du feu (novel·la)
- 1992 Le Cercle du petit ciel (novel·la)
- 1994 La Jeune Fille Tong (novel·la)